# Csaplár Gábor
Csaplár Gábor (Pestszenterzsébet, 1935. július 5. –) az Országos Kereskedelmi Szövetség (OKSZ) első elnöke.

## Életútja
A II. világháború végén, 1944 tavaszán családja nehéz körülmények közé került, mivel a főváros első légitámadása során Pestszenterzsébet központjában álló családi házukat találat érte, s ettől kezdve nehézzé vált a megélhetésük. Édesapja a városnál raktárosként dolgozott, míg édesanyja háztartásbeli, előtte bolti pénztáros volt. A lakás romos volta miatt Adács (Heves megye) községbe költöztették a családot, ahol 1944. április–1947. október között éltek, majd visszaköltöztek Pesterzsébetre (a háború után a város névét megváltoztatták), ahonnan édesapa munkája miatt 1948 nyarán a család Soltvadkertre költözött.

### Tanulmányai
Elemi (majd általános) iskolai osztályait 1941–1944 között Pestszenterzsébeten, 1944–1946 között Adácson, 1946–1948  között ismét Pesterzsébeten (város névváltozás történt) és végül 1948–1949-ben Soltvadkerten fejezte be. 
A gimnáziumi tanulmányait 1949–1953 között Kecskeméten végezte, ahol a Katona József Gimnáziumban érettségizett 1953 júniusában. Jeles érettségi ellenére nem nyert a Budapesti Műszaki Egyetemre felvételt, és azonnal 18. évének betöltése után behívták 1953. szeptemberben katonai szolgálatra. (Érvénybe lépett az új hadkötelezettségi törvény) Az 1956. októberi forradalom után 1956. november 20-án leszerelt. Mivel szakmai végzettsége nem volt, segédmunkásként dolgozott 1957. januártól. 
Négy év tanulási kihagyás után – 1960 szeptemberétől a budapesti Marx Károly Közgazdaság-tudományi Egyetem (ma: Corvinus Egyetem) Belkereskedelmi Karán tanult ahol 1965-ben államvizsgázott, majd egyetemi doktorátust szerzett közgazdaságtanból 1967-ben. Négy év után 1971-ben kezdte az orosz nyelvet tanulni az Idegennyelvi Továbbképző Központban (Budapest, Rigó utca), ahol 1974-ben tett nyelvvizsgát.

### Családja
Időközben 1957. elején megházasodott, egy fiúgyermekük született, aki elvégezte a Kandó Kálmán Műszaki Főiskolát, majd a katonai szolgálat letöltése után esti tagozaton a Budapesti Corvinus Egyetemen mérnök-közgazdász diplomát szerzett. Felesége gimnáziumi és közgazdasági technikumi érettségivel rendelkezik. Két unokája és két dédunokája van.

### Üzleti tevékenysége
Segédmunkás, raktáros, boltvezetőhelyettes, áruforgalmi előadó volt 1957–1963-ig a Szerelvényértékesítő Vállalatnál.
1963. novembertől 1974. júniusig a Belkereskedelmi Minisztérium Kereskedelemfejlesztési- és Szervezési Főosztályán főelőadó, aki a ruházati- és iparcikk szakmában részt vett az önkiszolgáló módszer további elterjesztésében - az élelmiszer kiskereskedelemben már jól bevált értékesítési módszerek példája alapján – annak meghonosításában.
Majd megpályázta a Lenfonó- és Szövőipari Vállalat közgazdasági főosztályvezetői állását, amit elnyert. Ezt a munkakört 1978 márciusáig töltötte be. Mint közgazdász a textilipari nagyvállalatnál az egyetemen tanultakat jól hasznosította: a termelés export hatékonyságának növelése, a munkatermelékenység bérügyi alátámasztására, a rostlentermeléstől a len szövet előállításának gazdaságossága terén, új utakat indított el az akkor nemrég átszervezett ipari nagyvállalatnál.  (Erről a Népszabadság 1975. február 7.-i számában „Új vezetők, új gondolatok” címmel jelentetett meg cikket.)
A Belkereskedelmi Minisztérium felfigyelt korábbi munkatársára, s 1978. március 16-tól kinevezte a Bútorértékesítő Vállalathoz kereskedelmi igazgatónak, amely beosztást 1981. december 31.-ig töltötte be.  A bútoripari rekonstrukció következtében a többlettermelést szervezettebb keretek között szükséges volt értékesíteni, ezért a budapesti bútorkereskedelmi hálózat megerősítésében tevékenykedett, „levezényelte” a fővárosi irányító szervezet és a minisztériumi döntés alapján a szervezeti és hálózati munka alapvető fázisait.
A kormány döntése alapján szervezeti átalakítással szándékozták a gazdasági versenyt lehetővé tenni a bútorkereskedelemben. Az addigi egyetlen országos szakvállalatból két céget alapított az állam, melynek egyike, a Bútorkereskedelmi Vállalat vezérigazgatójává nevezték ki 1982. január 1-vel. Ezt a beosztását (később a Royal Bútorkereskedelmi Rt. elnök-vezérigazgató) 1995. december 30.-ig (saját kérésű) öregségi nyugdíjazásáig látta el.
A rendszerváltozás előtt 1986. februárban javaslatára – a magyar kereskedelemben először – Ingvar Kampraddal, az IKEA bútorkereskedelmi cég svéd tulajdonosával tárgyalást kezdeményezett Budapesten. Ennek keretében 1990. március 21-én megnyílt – közös tőkével épült - IKEA Áruház a zuglói Örs vezér téren, a Sugár üzletközpontban. Ezzel a tevékenységgel először létesült a kelet-közép-európai régióban magyar - svéd tőkével lakberendezési szakáruház - magyar ötlet alapján - hazai kezdeményezésre. A világon, négy földrészén 18 országban ez volt a 81. létesítmény, első vegyes vállalati formában. Az együttműködési szerződés aláírásakor (1988. január 7.) szerepelt, hogy a magyar fél 1-2 éven belül (svéd valutában) részét eladja az IKEA-nak, s így a közös áruház átkerült a svéd cég birtokába az akkori ÁVÜ engedélye alapján.
Nyugdíjazása után a szakképzés területén tevékenykedett: oktatott vezetés elméleti és gyakorlati kérdésekben 5 évig. Majd fokozatosan a kereskedelem területén részt vett a szakképzés ellenőrzésében és vizsgáztatásában. Ezt a tevékenységét megszüntette 75 éves korában.

### Közéleti tevékenysége
A hazai kereskedelmi cégek 1990. április 23-án megalakították az Országos Kereskedelmi Szövetséget (OKSZ), első elnöke 6 évig dr. Csaplár Gábor lett. A Magyar Gazdasági Kamara (a Magyar Kereskedelmi és Iparkamara jogelődje) egyik alelnökévé választották 1992-ben.
Felismerve a piacgazdaságon alapuló új gazdasági rendszer követelményeit, az OKSz-t 1992-ben javaslatára felvették az Európai Bútorkiskereskedelmi Szövetség (FENA Brüsszel) tagjai közé: elsőként a rendszerváltoztató kelet-közép-európai országok közül, ahol nyugdíjazásáig az elnökség tagja volt.